# Nuoto di fondo ai campionati europei di nuoto 2014 - 25 km femminili
La gara dei 25 km in acque libere femminile si è svolta la mattina del 17 agosto 2014 e vi hanno partecipato 15 atlete.

## Medaglie
| Posizione | Atleta           | Paese    |
| --------- | ---------------- | -------- |
| Oro       | Martina Grimaldi | Italia   |
| Argento   | Anna Olasz       | Ungheria |
| Bronzo    | Angela Maurer    | Germania |

## Risultati
|    | Martina Grimaldi    | Italia     | 5:19:14.1 |
|    | Anna Olasz          | Ungheria   | 5:19:21.0 |
|    | Angela Maurer       | Germania   | 5:19:21.4 |
| 4  | Olga Kozydub        | Russia     | 5:19:32.5 |
| 5  | Margarita Domínguez | Spagna     | 5:19:44.3 |
| 6  | Ilaria Raimondi     | Italia     | 5:19:45.7 |
| 7  | Alice Franco        | Italia     | 5:20:23.0 |
| 8  | Karla Šitić         | Croazia    | 5:24:32.4 |
| 9  | Silvie Rybářová     | Rep. Ceca  | 5:24:41.9 |
| 10 | Aleksandra Sokolova | Russia     | 5:26:11.0 |
| 11 | Angelica Andre      | Portogallo | 5:29:21.4 |
| 12 | Svenja Zihsler      | Germania   | 5:29:39.9 |
| 13 | Lenka Štěrbová      | Rep. Ceca  | 5:35:29.4 |
| —  | Finnia Wunram       | Germania   | DNF       |
| —  | Nikolett Szilágyi   | Ungheria   | DNF       |